# Cardo-Torgia
 Cardo-Torgia  là một xã của tỉnh Corse-du-Sud, thuộc vùng Corse, trên đảo Corse ở Pháp.